# Визен (Бургенланд)
Визен (нем. Wiesen (Burgenland)) — ярмарочная коммуна (нем. Marktgemeinde) в Австрии, в федеральной земле Бургенланд. 
Входит в состав округа Маттерсбург.  Население составляет 2799 человек (на 31 декабря 2005 года). Занимает площадь 18,9 км². Официальный код  —  10615.

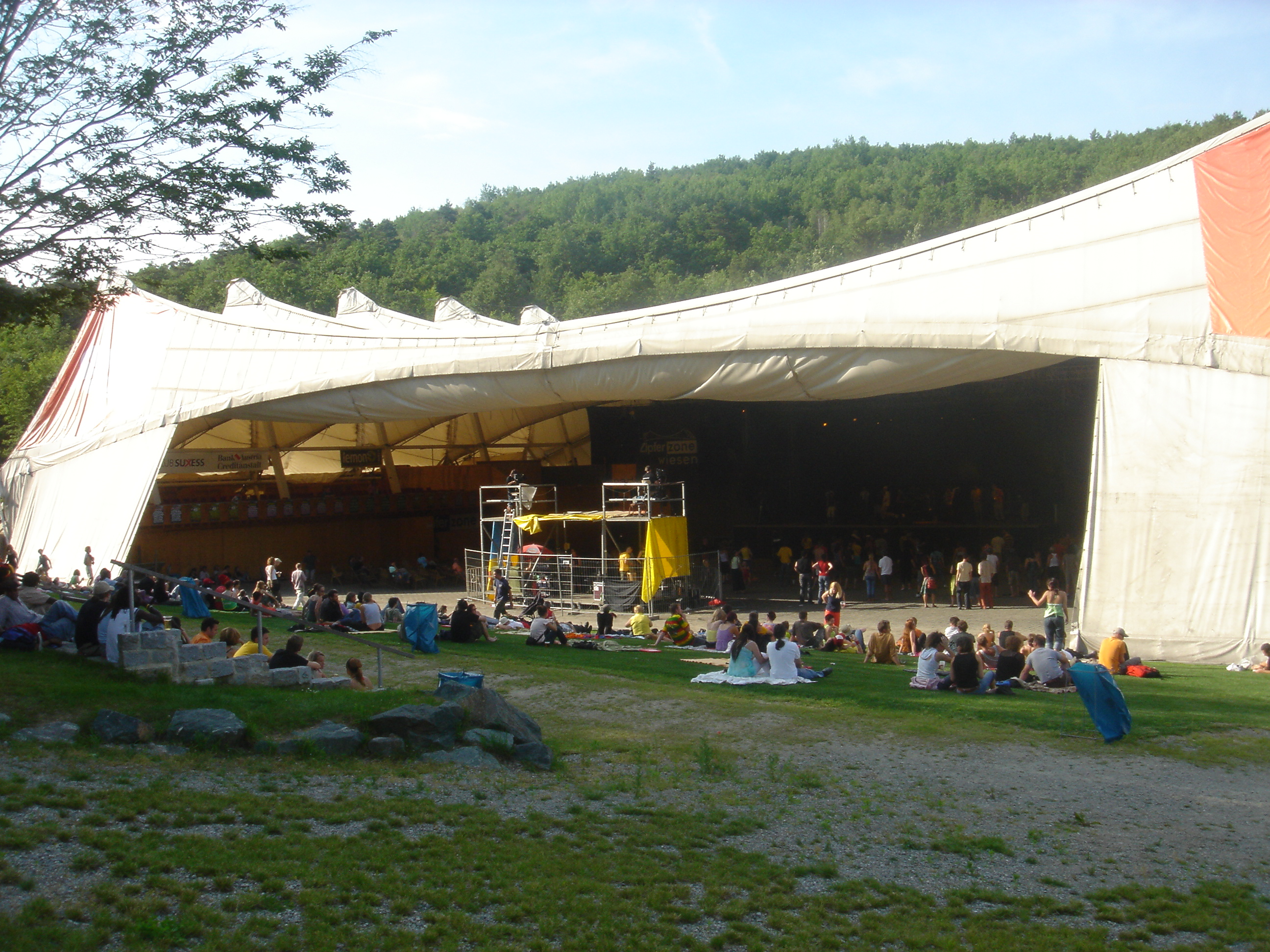
Визен

## Политическая ситуация
Бургомистр коммуны — Маттиас Вегхофер (АНП) по результатам выборов 2008 года.
Совет представителей коммуны (нем. Gemeinderat) состоит из 23 мест.
- АНП занимает 14 мест.
- СДПА занимает 5 мест.
- Партия ULW занимает 3 места.
- АПС занимает 1 место.